# Örnvik

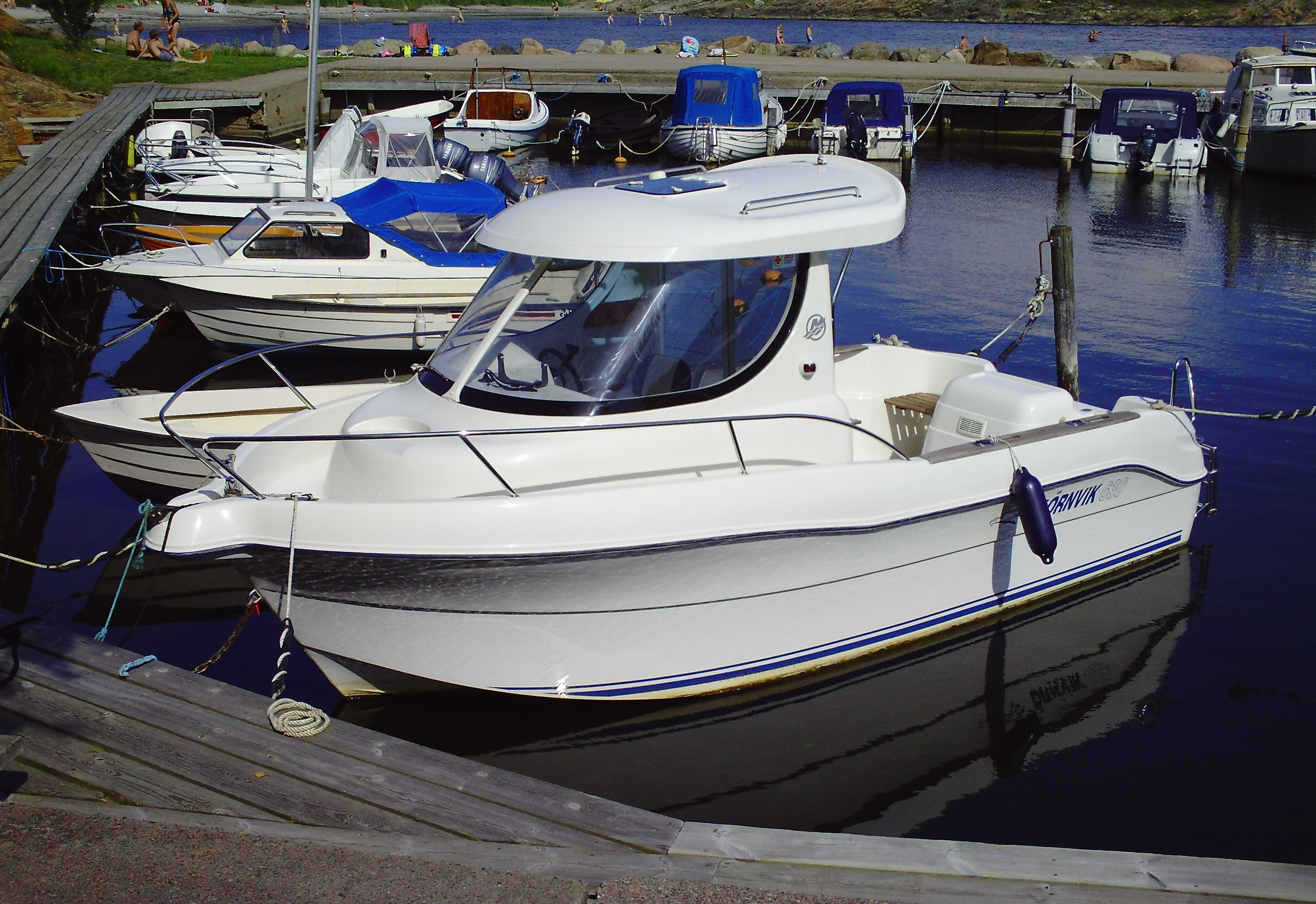
En Örnvik 630.

Örnvik är ett varumärke för motorbåtar. Örnviksbåtar tillverkades av AB Bröderna Börjesson i Bjästa söder om Örnsköldsvik från andra hälften av 1960-talet till slutet av 1980-talet. 
Företaget AB Bröderna Börjesson hade sitt ursprung i handskfabriken i Bjästa, som startades 1926 av Bengt Börjesson, som var ambulerande garvare från Skåne. I början av 1960-talet hade företaget växt till att bli Sveriges största handsktillverkare. Beslutet att starta båttillverkning togs av sonen Fridolf Börjesson och grundades på att man ville få bort säsongsberoendet som enbart handsktillverkningen innebar för företaget. 
Den första plastbåten i Bjästa var en öppen rodd- och motorbåt med modellnumret 410. Och den fick namnet "Örnvik" som blev det varumärke som skulle göra AB Bröderna Börjesson mer kända som båttillverkare än som handsktillverkare.